# The Gathering (1998)
The Gathering is een thriller, drama en actie speelfilm. Het verhaal is geïnspireerd door de eindtijd volgens de Bijbel.

## Verhaal
Michael Carey is een succesvolle marketingmanager van wie het leven vlot verloopt. Binnenkort treedt hij zelfs in het huwelijk. Hij heeft vrienden waar hij op kan rekenen en zijn werk is voor hem een droombaan. Maar plots krijgt Michael vreemde visioenen over de toekomst. Het duurt even voor hij deze kan ontleden, maar als hij alle puzzelstukken samen brengt, beseft hij dat hij zijn vrienden en familie op de hoogte moet brengen dat Jezus binnenkort terug zal keren via de opname van de gemeente. Ook zijn familie krijgt visioenen, maar hebben zij daar wel oren naar? Wie gelooft de visioenen en meer nog... wie gelooft in de kracht van Jezus?